# Skua

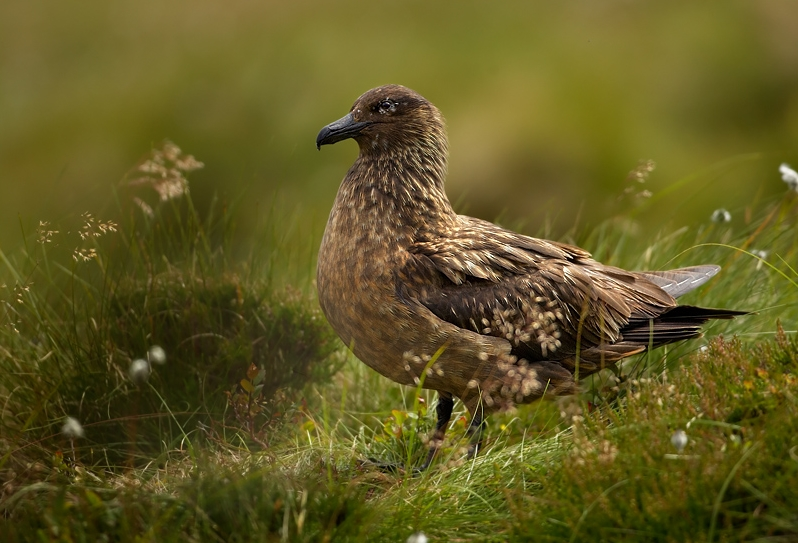
Uno stercorario maggiore (Stercorarius skua)

Skua (al plurale le skue o gli skua), stercorario o labbo è il nome comune dato agli esponenti più grandi della famiglia degli stercorari (Stercorariidae), ordine Charadriiformes.
Sono rappresentati dallo stercorario maggiore (Stercorarius skua), che vive nell'emisfero boreale,  e dallo stercorario antartico (Stercorarius antarcticus, o Catharacta antarctica) nell'emisfero australe.
Sono uccelli simili a gabbiani, di colorazione bruna, che vivono nei mari freddi attorno al circolo polare. Hanno un comportamento spiccatamente parassitario e talvolta predatorio: sfruttano infatti il loro volo potente e il loro becco uncinato per molestare gabbiani e altri uccelli marini, e derubarli dal pesce; talvolta si avventano sugli uccelli più piccoli per divorarli.
Difendono con grande accanimento il proprio nido, attaccando chiunque si avvicini, uomo compreso.
Nell'Antartide gli stercorari sono in competizione ecologica con l'ossifraga, mentre nell'Artide lo stercorario maggiore può subire occasionalmente la predazione da parte del girfalco.